# Ricardo Martínez Matey
Ricardo Martínez Matey es un ex ciclista profesional español. Nació en Barcelona el 23 de abril de 1964. Fue profesional entre 1985 y 1990 ininterrumpidamente.
Debutó en el equipo Kelme, equipo al que estuvo ligado toda su carrera deportiva.
Como amateur ganó la Vuelta a Murcia de 1984. Su principal logro como profesional fue la medalla de plata conseguida en el Campeonato de España en ruta de 1986, disputado en Mondragón (Guipúzcoa), solamente fue superado por el cántabro Alfonso Gutiérrez.
Al finalizar la temporada 1990 se retiró del profesionalismo pero se declaró amateur y se impuso en la Vuelta a Cartagena de 1991.

## Palmarés
1986
- 2.º en el Campeonato de España en Ruta

## Equipos
- Kelme (1985-1990)